# Arícera
Arícera é uma povoação portuguesa do Município de Armamar que foi sede da extinta Freguesia de Arícera, freguesia que tinha 4,03 km² de área e 157 habitantes (2011), e, por isso, uma densidade populacional de 39 hab./km²
A Freguesia de Arícera foi extinta em 2013, no âmbito de uma reforma administrativa nacional, tendo sido agregada à Freguesia de Goujoim, para formar uma nova freguesia denominada União das Freguesias de Arícera e Goujoim da qual é sede.
Arícera fica a sudeste de Armamar. Segundo o censos de 2011 viviam na freguesia 157 pessoas que constituem 70 núcleos familiares.
O povoamento desta terra é muito antigo. A avaliar pelos vestígios arqueológicos presentes, Arícera terá sido, na época romana, uma villa rustica onde se explorava minério. Ainda há relativamente pouco tempo era possível encontrar em Arícera casas com cobertura em colmo. Do património histórico destacam-se vestígios da civilização dolménica, da ocupação castreja e ainda a igreja matriz de invocação a São Cristóvão, em tempos filial da igreja de São Miguel de Armamar.
A agricultura praticada é de mera subsistência, uma vez que o solo, característico de região montanhosa e de declives acentuados, é pobre. Os produtos mais cultivados ao longo dos tempos têm sido o cereal (centeio e cevada), a batata e, mais recentemente, a maçã e a pêra.

## População
| População da freguesia de Aricera | População da freguesia de Aricera | População da freguesia de Aricera | População da freguesia de Aricera | População da freguesia de Aricera | População da freguesia de Aricera | População da freguesia de Aricera | População da freguesia de Aricera | População da freguesia de Aricera | População da freguesia de Aricera | População da freguesia de Aricera | População da freguesia de Aricera | População da freguesia de Aricera | População da freguesia de Aricera | População da freguesia de Aricera |
| --------------------------------- | --------------------------------- | --------------------------------- | --------------------------------- | --------------------------------- | --------------------------------- | --------------------------------- | --------------------------------- | --------------------------------- | --------------------------------- | --------------------------------- | --------------------------------- | --------------------------------- | --------------------------------- | --------------------------------- |
| 1864                              | 1878                              | 1890                              | 1900                              | 1911                              | 1920                              | 1930                              | 1940                              | 1950                              | 1960                              | 1970                              | 1981                              | 1991                              | 2001                              | 2011                              |
| 423                               | 442                               | 465                               | 483                               | 486                               | 444                               | 415                               | 419                               | 571                               | 356                               | 297                               | 275                               | 228                               | 236                               | 157                               |